# Juan Enríquez
Juan Enríquez är en ort i Mexiko.   Den ligger i kommunen Playa Vicente och delstaten Veracruz, i den sydöstra delen av landet, 400 km öster om huvudstaden Mexico City. Juan Enríquez ligger 37 meter över havet och antalet invånare är 366.
Terrängen runt Juan Enríquez är platt. Runt Juan Enríquez är det ganska glesbefolkat, med 24 invånare per kvadratkilometer. Närmaste större samhälle är Playa Vicente, 9,1 km sydväst om Juan Enríquez. Omgivningarna runt Juan Enríquez är en mosaik av jordbruksmark och naturlig växtlighet.